# Sergio Agnoli
Sergio Agnoli (Roma, 2 marzo 1926 – Roma, 26 maggio 2021) è stato un mezzofondista e maratoneta italiano.
È stato un pluricampione Master WMA in atletica master. Ha corso per il Running Club Maratona di Roma, squadra podistica romana in cui militano gli organizzatori della Maratona di Roma. Ha iniziato l'attività sportiva agonistica all'età di 60 anni, nel 1986.

## Biografia

### Carriera sportiva
Da giovane non praticò sport esclusa la parentesi del servizio militare svolto ad Asiago nell'anno 1948, dove vinse una gara di 15 km di sci di fondo di livello nazionale.
Dopo una lunghissima pausa di inattività sportiva riprese ad allenarsi nel 1986 con la corsa a Roma nel parco di Villa Doria Pamphilj.
In quell'anno partecipa alla Maratona di New York, concludendola con il tempo di 3 ore e 19 minuti.
Nel 1987 partecipa alla maratona di Roma, concludendola con il tempo di 2h58'2". Successivamente ha partecipato alla mezza maratona di Roma-Ostia.
Nel 2003 è stato insignito, come atleta nazionale dell'anno, del premio Sabazia dell'Unione Nazionale Veterani dello Sport.
Ha ricevuto il premio "Romano Pontisso" del 2005 dal Comitato Provinciale CONI di Roma, "per il grande contributo dato allo sport romano".
Sempre nello stesso anno ha stabilito il primato mondiale per la categoria Master M80 di mezza maratona nella gara Roma-Ostia con il tempo di 1h 42'24".
Nel 2011, nei Campionati Master di Società FIDAL esordisce nella specialità della marcia realizzando nei 5000 m in pista il migliore tempo italiano sulla distanza (39' 00"97) per la categoria Master M85.

## Record nazionali

### Master M80
- Maratona: 4h16'57" ( Roma, 16 marzo 2008)[6]

## Palmarès

### Campionati del mondo
- 8 medaglie d'oro.
- 1992 Campione del mondo per la categoria Master M65 in Inghilterra sulla distanza di 25 km su strada.
- 1993 Campione del mondo di maratona per la categoria Master M65 in Giappone.
- 2001 Campione mondiale in Australia per la categoria Master M75. (Maratona, 10000 m, 5000 m, Cross).
- 2002 Campione mondiale di 10 km su strada per la categoria Master M75 in Italia (Riccione).
- 2007 Campione mondiale (10000 m, 5000 m, Cross) per la categoria Master M80 in Italia (Riccione).[7]

### Campionati europei
- 11 medaglie d'oro.
- 1992 Campione europeo per la categoria Master M65 nella maratona, in Norvegia.
- 1996 Campione europeo per la categoria Master M70 in Svezia (maratona con il primato europeo di 3h 2' 47", meno di un minuto dall'allora record del mondo, 10000 m con il nuovo primato europeo di 39'13", a pochi secondi dall'allora record del mondo).
- 1999 Campione europeo per la categoria Master M70 nella gara di mezza maratona in Belgio.
- 2001 Campione europeo su strada a Malta per la categoria Master M75, (10 km, mezza maratona).
- 2003 Campione europeo nella Repubblica Ceca per la categoria Master M75 (mezza maratona, 10 km su strada).
- 2006 Campione europeo in Polonia per la categoria Master M80 (5000 e 10000 m).
- 2008 Campione europeo in Slovenia per la categoria Master M80 (800, 1 500, 5000 m).[8][9]

### Riviste specializzate
- Premiazione degli atleti master più vittoriosi del 2007, in Atletica, n. 2, marzo-aprile 2008,  p. 57.